# Танграм
Танграм (у буквалном преводу са кинеског значи "седам табла умећа") је загонетка дисекције, састоји се из седам равних делова који се називају тани, који се стављају заједно тако да формирају одређене облике. Циљ танграма је да се формира одређен облик (који се добије у виду контура или силуета) користећи свих седам делова који се не смеју преклапати. Верује се да је осмишљена у Кини у време Династије Сонг, и да је у Европу пренета трговачким бродовима у раном 19. веку. Тада је постала врло популарна, а затим поново у време Првог светског рата. Танграм је једна он најпопуларнијих загонетка дисекције. Кинески психолог је рекао да је танграм „најранији психолошки тест на свету“, иако је направљена за забаву а не за анализе.

## Етимологија
Реч танграм је највероватније изведена од две речи, кинеске речи Танг, што се односи на Династију Танг; и грчке речи gramma што је синоним за графику.

## Историја
Долазак у Западни свет (1815—1820)
Танграм је у Кини увелико био присутан када је први пут донет у Америку од стране капетана М. Доналдсона, на његовом броду, Трговцу, 1815. Kада је брод усидрен у Кантону, капетан је на поклон добио пар танграм књига аутора Sang-Hsia-koi, из 1815. Књиге су пренете бродом у Филаделфију, где се усидрио 1816. Прва танграм књига објављена у Америци била је заснована на пару књига који је Доналдсон донео.
Танграм је првобитно популаризован делом, „Осма књига Тана“ које је представљало фиктивну историју танграма где се наводи да је танграм створио бог Тан 4000 године раније. Књига је садржала 700 облика, од којих се неке не могу решити.
Танграм је коначно достигао Енглеску, где је постао веома модеран. Помама се затим брзо проширила и на остале европске државе. То је била последица пар британских танграм књига, „Модерна кинеска загонетка“ и пратећој књизи решења, „Кључ“. Убрзо, танграм сетови су се у великом броју извозили из Кине, направљени од разних материјала као што су стакло, дрво, па чак и корњачин оклоп. Многи од ових необичних и пробраних направљених сетова су пронашли свој пут до Данске. Заинтересованост Данаца нагло је скочила 1818. када су две танграм књиге издате са много ентузијазма. Прва је била Mandarinen („О кинеској игри“), коју је написао студент универзитета у Копенхагену. Ова књига била је рад о стварној историји танграма и његовој популарности. Друга књига, Det nye chinesiske Gaadespil („Нова кинеска загонетка“) састојала се од 339 копираних загонетки из дела „Осма књига Тана“, као и од једне оригиналне.
Фактора који је допринео популарности ове игре у Европи био је то што, иако је Католичка црква забранила многе видове рекреације на сабат, није поднела ниједан приговор на слагалице као што је танграм.

## Друга помама у Немачкој (1891—1920)
Танграм је првобитно представљeн немачкој јавности од страна индустријалца, Фридриха Адолфа Рихтера око 1891. Сетови су се правили од камена или лажне грнчарије, а игра је била позната под називом „Загонетка Сидро“.

## Број конфигурација
Преко 6500 танграм проблема створено је само текстовима из 19. века, број је све већи. Мислило се да је број танграм проблема бесконачан, међутим, Fu Traing Wang и Chuan-Chin Hsiung 1942. доказали су да постоји само тринаест конвексних танграм конфигурација

## Делови
Јединица мере по којој се делови праве се огледа у захтеву да када се састави седам делова, морају формирати страницу квадрата и да тих седам делова има површину квадратне јединице. Седам делова су:
- два велика правоугла троугла
- један троугао средње величине
- два мала правоугла троугла
- један квадрат
- један паралелограм